# Leonor Teles (cineasta)
Leonor Diogo Vitorino Teles (Vila Franca de Xira, 1992) é uma realizadora portuguesa que em 2016 tornou-se na mais jovem nova realizadora a receber um Urso de Ouro para curtas-metragens no Festival Internacional de Cinema de Berlim.

## Biografia
Leonor Diogo Vitorino Teles nasceu em Vila Franca de Xira em 1982. Filha de pai de origem cigana, oriundo de Vila Franca de Xira e de mãe não cigana, a antropóloga Lígia Vitorino.
Cresceu nessa terra, onde andou na escola. Licenciou-se em Realização e Cinematografia na Escola Superior de Teatro e Cinema e tem um mestrado em Audiovisual e Multimédia da Escola Superior de Comunicação Social do Instituto Politécnico de Lisboa.
O seu primeiro filme foi o documentário Rhoma Acans, de 2013, onde explorou as suas raízes ciganas, ficando a conhecer a história da sua avó e bisavó paternas. Estas viviam de forma independente dentro da comunidade cigana.
Foi a mais nova realizadora a receber um Urso de Ouro para curtas-metragens no Festival de Berlim, relativo à curta Balada de um Batráquio. O filme de 11 minutos retrata a tradição portuguesa de colocar sapos à porta das lojas para evitar a entrada de ciganos. No final a realizadora parte os sapos à porta das lojas, num acto de vandalismo.

## Filmografia
Realizou os filmes: 
- As Coisas dos Outros (2012);
- Estranhamento (2013);
- Rhoma Acans (2013);
- O Sítio Onde as Raposas Dizem Boa Noite  (2014);
- Otorrinolaringologista (2015);
- Balada de um Batráquio  (2015) - curta;
- Verão Danado  (2017);
- Terra Franca (2018)
- Cães que ladram aos pássaros (2019)
- Bann (2023) [10]

## Prémios
- Prémio Take One! no Curtas Vila do Conde (2013);
- Urso de Ouro, Festival de Berlim, para Melhor Curta-Metragem (2016)
- Prémio Firebird para Melhor Curta-Metragem no Hong Kong International Film Festival (2016);
- Melhor Curta-Metragem no Belo Horizonte International Short Film Festival (2016);
- Prémio Cervantes para Curta Metragem Mais Inovadora no Festival Medfilm (2016);
- Medalha Municipal Dourada de Valor Cultural (Câmara Municipal de Vila Franca de Xira) (2016);
- Prémio Revelação Dona Antónia Adelaide Ferreira (2017);[11]
- Prix International de la Scam (prémio do júri) - Festival Cinéma du Réel em Paris (2018);
- Prix de la Ville d'Amiens (2018);
- Prémio de Melhor Longa Metragem de Ficção e Prémio Dom Quixote do Júri FICC na 24.ª edição do Festival Caminhos Cinema Português.
- Ganhou o Golden Puffin Award, na edição de 2023 do Reykjavík International Film Festival (Islândia) [12]

## Ligações Externas
- Entrevista a Leonor Teles a propósito do filme Rhoma Acans (2012)

- Trailer -  Rhoma Acans de Leonor Teles
- Trailer - Balada de um Batráquio
- Trailer- Cães que ladram aos pássaros